# نيكولاس ريتر
نيكولاس ريتر (8 يناير 1899 – 9 أبريل 1974) المعروف بكونه قائد الاستخبارات الجوية في آبفير (الاستخبارات العسكرية الألمانية) الذي قاد عمليات التجسس في الولايات المتحدة وبريطانيا العظمى منذ عام 1936 وحتى 1941.

## النشأة
وُلد في ريدت، ألمانيا، وكان ابن نيكولاس جوزيف ريتر وكاثي هيلهوف. التحق بفولكشوليه (المدرسة الابتدائية) في قرية بادبروكسيا من 1905 حتى 1910. ثم التحق بكلاسترجيمانسيون (المدرسة الثانوية) في قرية فلنسبرغ من 1911 حتى 1914. ثم التحق بالمرحلة الأخيرة من الدراسة الثانوية (آبتير) لدى مدرسة دومنغيناسيوم في قرية فيردون آن دير آليه قرب بريمن. أُدرج اسمه لاحقاً في الجيش الإمبراطوري الألماني خلال الحرب العالمية الأولى، وتم تعيينه ضمن فوج المشاة رقم 162. خدم على الجبهة الغربية في فرنسا حيث جُرح مرتان، وترقى إلى مرتبة ملازم في يونيو 1918.
انتقل ريتر بعد الحرب العالمية الأولى إلى لاوبان، ألمانيا (بولندا حالياً) وأصبح متمرنا في شركة المنسوجات منذ عام 1920 وحتى 1921. التحق بالمدرسة الفنية البروسية للمنسوجات في سوارو، ألمانيا (بولندا حالياً) وأصبح مهندس نسيج. عاد إلى لاوبان كمشرف في شركة المنسوجات، لكنه هاجر لاحقاً إلى الولايات المتحدة في يناير 1924 ووجد عملاً كمحرر سجلات في شركة مالنسون للحرير في نيويورك، وقد عمل أيضاً في أعمال غريبة مثل مبلّط أرضية، ورسام في المنازل، وسمكري، وغاسل صحون. تزوج ماري أورورا إيفانز (1998 – 1997) وهي معلمة أمريكية-إيرلندية من ألاباما، وذلك في عام 1926، وأنجبا طفلين هما: نيكولاس هافيلاند ريتر (21 ديسمبر 1933 – 2009) وكاثرين فرانسيس ريتر (13 ديسمبر 1934 - ؟).
عاد ريتر إلى ألمانيا في ربيع عام 1935 مع زوجته وأطفاله لزيارة والده المريض. ولكنه ترك عائلته في ألمانيا في أكتوبر من ذات العام وقام برحلة ذهاب وإياب قصيرة إلى نيويورك. انضم ريتر إلى إبفير (جهاز الاستخبارات العسكرية الألماني) عام 1936، واستقر في بريمن ثم لاحقاً في هامبورغ مع زوجته وأطفاله. رفعت أورورا دعوى طلاق على أساس الانفصال في خريف عام 1937. تزوج ريتر إرمجارد فون كلايزيش في عام 1939، وأنجب منها ابنة تدعى كارين ريتر (2 يناير - ؟). عاشت أورورا مع أطفالها في هامبورغ حتى عام 1941 بسبب عدم قدرتها على الهروب من ألمانيا النازية. حاولت مجدداً العودة إلى بلادها الأم حين دخلت الولايات المتحدة الحرب، لكن أطفالها اُختطفوا على الطريق. بعد تحديد مكان ابنها وابنتها أُجبرت على البقاء في ألمانيا حيث عانت من الدمار الذي سببه قصف الحلفاء لهامبورغ. عادت أورورا مع أطفالها إلى الولايات المتحدة في صيف عام 1946. نشرت كاثرين مذكرات عام 2006 عن حياة أمها بعنوان «معلمة مدرسة ألاباما في ألمانيا تكافح لحفظ أطفالها خلال الحرب العالمية الثانية بعد أن تكتشف أن زوجها جاسوس ألماني.»

## مسؤول تجسس
أصبح ريتر قائد الاستخبارات الجوية في آبفير في أواخر الثلاثينيات، وعمل بالاسم الرمزي «دكتور رانتزاو.» أعطى الأميرال فيلهلم كانارس، رئيس آبفير، تعليمات لريتر توصي بالتواصل مع مسؤول تجسس سابق عرفه منذ الحرب العالمية الأولى، والذي كان يعيش في نيويورك، يدعى فرتز جوبرت ديكيوسن. بالعودة إلى عام 1931، التقى ريتر بديكيوسن عام 1931 في نيويورك، ثم عاود الجاسوسان الاتصال ببعضهما في 3 نوفمبر 1937 في نيويورك. التقى ريتر أيضاً بجاسوس يدعى هيرمان لانغ، والذي عمل بالاسم الرمزي «بول.»
عمل هيرمان لانغ كميكانيكي ورسام ومفتش اجتماعات لصالح شركة كارل نوردين حيث تم التعاقد معه لتصنيع جزء متطور وسري للغاية من قاذفة عسكرية وهو جهاز تصويب القنابل في القاذفة الذي تم تسميته بمصوب نوردين. زود لانغ رتير بمخطط ضخم لمصوب نودرين، والذي وضعه ريتر داخل أنبوب مظلة مطرية مجوف، وبذلك أخذه معه إلى ألمانيا حين أبحر بالسفينة. شرع الالمان بتصنيع نموذج مشابه من المخطط، وأُحضر لانغ لاحقاً إلى ألمانيا كي يعمل عليه ويخرج بنسخة محسنة من مصوب القنابل. التقى لانغ بريتر في ألمانيا، واُستقبل أيضاً من قِبل هيرمان غورنيش. في عام 1945، اكتشف الجنرال جورج باتون من الجيش الثالث للولايات المتحدة مصنع مخفي في جبال الألب التيرولية وسيطر على المصنع المسؤول عن النسخة الألمانية من مصوب نوردين.
عمل إيفريت مينستر رويدر، وهو عميل ألماني آخر في الولايات المتحدة، لصالح شركة سبيري جيرسكوب في بروكلين كمهندس ومصمم مواد سرية للجيش الأمريكي والبحرية الأمريكية. حصلت آبفير من رويدر على خطط لصناعة جهاز طيار آلي، والذي اُستخدم لاحقاً في مقاتلات وقاذفات لوفتفانا. كشف رويدر أيضاً مخططات لأجهزة الراديو المكتملة لقاذفات غلين مارتن الجديدة، ومخططات سرية لأجهزة تعيين المدى، وأجهزة الطيران الأعمى، ومؤشرات الميلان والانعطاف، وبوصلات إبحار، ورسم تخطيطي لقاذفات لوكهيد هدسون، والرسوم التخطيطية لحوامل بندقية هدسون.
وظف ريتر عدة عملاء ناجحون آخرون في الولايات المتحدة، لكنه أيضاً ارتكب خطأً بتجنيد رجل أراد أن يكون عميل مزدوج، ويدعى ويليام سيبولد. أرسل ريتر سيبولد إلى نيويورك في 8 فبراير 1940 تحت اسم مستعار هو هينري سواير، وأعطاه تعليمات لإنشاء محطة إرسال لموجات الراديو القصيرة كي يبني تواصلاً مع محطة الموجات القصيرة الألمانية في الخارج. أُعطي سيبولد أيضاً تعليمات باستخدام الاسم الرمزي «ترامب» وبأن يصنع علاقة زمالة مع عميل اسمه الرمزي «دون» ويدعى فرتز ديكيوسن.

### حلقة الجاسوس ديكيوسن
حين اكتشف مكتب التحقيقات الفيدرالي الأمريكي (إف بي آي) عن طريق سيبولد أن ديكيوسن متواجد في نيويورك مجدداً ويعمل كجاسوس ألماني، زود مدير مكتب التحقيقات الفيدرالي، إدغار هوفر، الرئيس الأمريكي، فرانكلين روزفلت، بتقرير موجز عن الحالة. تم تعيين عميل مكتب التحقيقات الفيدرالي نيوكيرك ليتولى أمر «دون» واستأجر شقة فوق شقة ديكيوسن مباشرة بالقرب من سنترال بارك، واستخدم ميكروفون كي يسجل محادثاته. 
استأجر عميل مكتب التحقيقات الفيدرالي ثلاث غرف متجاورة في تايمز سكوير. إحدى الغرف كانت تُستخدم كمكتب للعميل المزدوج سيبولد حيث كان سيستلم التقارير الاستخباراتية من جواسيس آبفير والتي تُلقى فيما بعد تحت رقابة مكتب التحقيقات الفيدرالي وتُرسل جزئياً من قِبل سييولد عبر موجات راديو قصيرة مشفرة إلى ألمانيا. الغرفتين الأخرتين كانتا تستخدمان من قِبل عمليان تابعان لمكتب التحقيقات الفيدرالي يتحدثان الألمانية، واللذان كانا يستمعان بسماعات الرأس ويسجلان اللقاءات مستخدمين كاميرا صور حركية خلف مرآة حائط باتجاهين. في المرة الأولى التي وصل بها ديكيوسن مكتب سيبولد فاجأ عملاء مكتب التحقيقات الفيدرالي بإجراء فحص للمكتب، وفتح للصناديق، ونظر في الزوايا وحول المرايا، وسأل سيبولد بوضوح: «أين هي الميكروفونات؟» حين اعتقد ديكيوسن أنه بأمان؛ رفع بنطاله وأخرج من جوربه وثائق مثل: رسم وصورة لبندقية إم 1 غراند نصف الأتوماتيكية، رسم لتصميم جديد لدبابة خفيفة، صورة لقارب موسكويتو التابع للبحرية الأمريكية، صورة لقاذفة قنابل يدوية، وتقارير عن الدبابات الأمريكية التي رصدها في قواعد في ويست بوينت وفي تينيسي. وصف ديكيوسن أيضاً تقنيات التخريب التي استخدمها في الحروب السابقة مثل القنابل اليدوية الصغيرة ذات الصمامات البطيئة التي استطاع أن يسقطها في جيوب سرواله، وقد علق على المكان الذي تُستخدم فيه هذه الاجهزة من جديد.
بعد سنتان من التحقيقات، في 28 يونيو 1941 اعتقل مكتب التحقيقات الفيدرالي ديكيوسن بالإضافة إلى 32 جاسوس ألماني بتهمة تسريب معلومات سرية عن الأسلحة الأمريكية وتحركات الأسطول البحري إلى ألمانيا. في 2 يناير 1942، تعرضت الولايات المتحدة للهجوم من قِبل اليابان على ميناء بيرل هاربر، وأعلنت ألمانيا الحرب على الولايات المتحدة، حُكم على 33 عضو من حلقة الجاسوس ديكيوسن بإمضاء أكثر من 300 عام في السجن.

### بريطانيا العظمى
كان آرثر جراهام أوينز، وهو رجل ويلزي من مواليد 14 أبريل 1899، صاحب شركة أوينز للبطاريات في بريطانيا التي صنعت بطاريات لكل من البحرية الملكية وكريجمسارمان الألمانية. عُيّن فترة وجيزة من قِبل المخابرات الألمانية في أوائل عام 1936. لكن في أواخر 1936 أدركت المخابرات البريطانية أن أوينز كان على اتصال مع المخابرات الألمانية (آبفير) التي خططت أن يتم اعتراض بريده من قِبل الاستخبارات العسكرية البريطانية. في أكتوبر 1936، اعترضت الاستخبارات العسكرية رد أوينز على هيلمار ديركس من آبفير، الذي وافق فيه على عقد اجتماع في كولونيا. كان عنوان المرسل هو بوستفاخ (صندوق مكتب البريد) 629، هامبورغ، والذي تعرض بالفعل للتجسس من قٍبل جاسوس بريطاني آخر هو كريستوفر دريبر. لم يكن لدى الالمان أي فكرة أن البريطانيين يعرفون كل شيء عنه. كان أوينز يعمل كعميل لآبفير رقم.3504 تحت إمرة ريتر، واسمه الرمزي «جوني أوبراين.»
على الرغم من حذرهم، فقد أدرك أوينز أنه مُراقب من مراقبي الاستخبارات العسكرية البريطانية. وفي أيلول 1937، أبلغ العقيد إدوارد بيل من الاستخبارات أنه كان على اتصال جيد جداً مع ألمانيا، جهز ريتر أوينز بالتدريب الأكثر حداثة في مهنة الجاسوسية الألمانية حتى يتمكن من الإبلاغ عن معلومات منفصلة عن المطارات والمصانع والأجهزة الخاصة المستخدمة من قِبل سلاح الجو الملكي البريطاني. في أيلول 1938، أبلغ أوينز جهاز الأمن العسكري البريطاني بأنه سيتلقى جهاز إرسال راديو ألماني وصل في حقيبة دبلوماسية عبر السفارة الألمانية في لندن في 16 يناير 1939، وتم إخفاؤه في حقيبة بريئة الشكل ومخفية في غرفة ملابس في محطة فيكتوريا في لندن. قام أوينز بتسليمه إلى الاستخبارات العسكرية البريطانية للفحص، ولكن سُمح له بالاحتفاظ بالراديو حتى اندلاع الحرب عندما قُبض عليه وأُلقي في سجن وروموود سكرايب.

## الخدمة العسكرية اللاحقة
انتقل ريتر لفترة إلى شمال أفريقيا خلال الحرب، وحين عاد إلى ألمانيا أصبح قائداً للعديد من المنشآت المضادة للطائرات، من ضمنها منشأة في هانوفر في عام 1944.

## أواخر حياته
في عام 1972، نشر ريتر مذكراته بعنوان «ملاحظات نيكولاس ريتر، ضابط في جهاز الاستخبارات السرية». توفي ريتر في ألمانيا عام 1974.